# Frank Gys
Frank Gys (Deurne, 27 december 1964) is een Belgisch ondernemer en politicus voor de N-VA.

## Levensloop
Hij studeerde aan de Katholieke Universiteit Leuven, alwaar hij afstudeerde als licentiaat.
Van september 2003 tot oktober 2006 was hij sales manager bij Toyvend PLC.
Bij de lokale verkiezingen van 2012 was hij lijsttrekker van de N-VA-kieslijst te Wommelgem, hij behaalde 676 voorkeurstemmen. Na de verkiezingen werd hij aangesteld als burgemeester, hij leidde een coalitie van N-VA en Gemeentebelangen. Na de gemeenteraadsverkiezingen van 2018 bleef hij burgemeester, nu in een coalitie met Open-Vld.